# Рутшуру
Рутшуру (фр. Rutshuru) — город в Демократической Республике Конго, в провинции Северное Киву. Административный центр одноименного района.
Расположен между озёрами Эдуард и Киву, в 15 км от границы с Угандой и в 30 км от границы с Руандой, на высоте 1203 м над уровнем моря. В 40 км к юго-западу от Рутшуру находится вулкан Ньямлагира, лавовые потоки которого при последних извержениях подходили к городу на расстояние 7 км. На северо-западе в 32 км находится вулкан Май-я-Мото и горячие источники, популярный туристический объект. На шахте к северу от Рутшуру добывается пирохлор — руда на ниобий.
До 1910 года в колониальный период принадлежал Руанде. В связи с геноцидом в Руанде испытал наплыв беженцев. В 2008 году здесь разгорелись бои между правительственными войсками и повстанцами генерала Нкунды.

## Гл. таксама
- Катастрофа двух Ми-24 в ДР Конго (2017)